# Mar de Flores

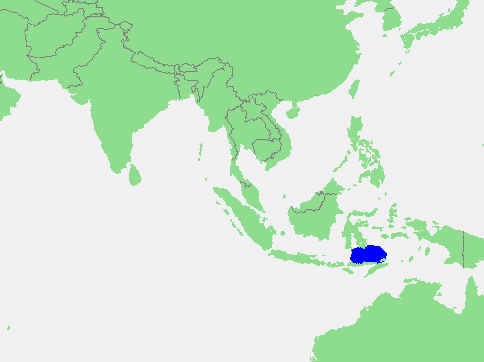
Mar de Flores

La mar de Flores és una petita mar situada a la zona sud-oriental dels arxipèlags d'Indonèsia. Limita al sud amb la cadena de les Illes Petites de la Sonda on hi ha l'illa de Flores (Indonèsia), de la qual rep el nom. A l'oest limita amb la mar de Java, al nord amb l'illa de Cèlebes i al nord-est i l'est amb la mar de Banda.
La zona sud-oest d'aquesta mar es reconeix sovint com una mar separada, la mar de Bali, que té una superfície aproximada de 115.000 km². La conca de Flores és una conca submarina de gran profunditat que hi ha al centre d'aquesta mar, que arriba fins als 5.140 metres de profunditat. La mar de Flores es troba en una regió sísmicament molt inestable, amb molts volcans actius en les illes situades al sud, el més alt dels quals fa 1,949 m i es troba a la vora de Sangeang a l'illa de Sumbawa. Vers l'est a les costes predominen els esculls de corall.
Els corrents superficials flueixen vers els sud o l'oest. Els sediments del fons són principalment material volcànic barrejat amb fang de globigerina, un tipus de foraminífers.
Hi ha importants ports pesquers a la costa sud de Cèlebes i a la costa nord de Sumbawa.

## Origen del nom
El nom d'aquesta mar és el mateix que l'illa homònima. A diferència de la majoria de les illes de l'arxipèlag indonesi del qual forma part, el nom modern de l'illa de Flores li ho van donar els portuguesos, Cap de les Flors, el terme portuguès per a la part oriental de l'illa. Aquesta part de l'illa, originalment anomenada Cap Kopondai, va ser nomenada així pels portuguesos a causa dels arbres en flor Delonix règia que es troben allí. El nom original de Flores era Nipa, en referència a la serp.

## Geografia

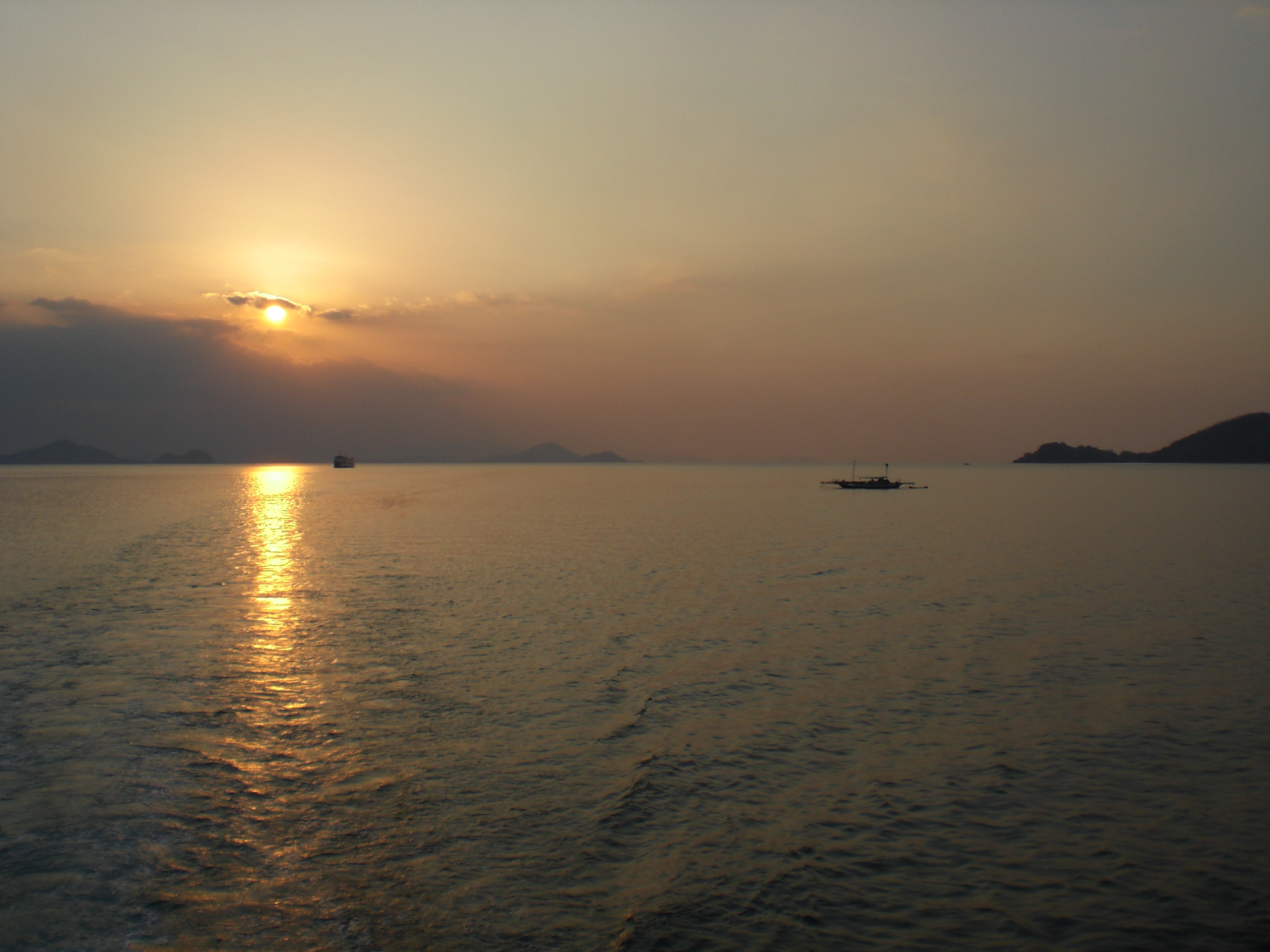
Mar de Flores

Els mars que voregen el mar de Flores són el mar de Bali (a l'oest), el mar de Java (al nord-oest) i el mar de Banda (a l'est i al nord-est).
L'oceà Índic i el Mar de Savu es troben al sud, però estan separats del mar de Flores per diverses illes.
Les illes que voregen aquest mar són les Illes de la Sonda Menor i Célebes (Sulawesi).

### Extensió
El mar té 5.140 m de profunditat. L'Organització Hidrogràfica Internacional (OHI) defineix el mar de Flores com una de les aigües de l’arxipèlag de les Índies Orientals. L'OHI defineix els seus límits de la següent manera:
| « | Al nord. La costa sud de Cèlebes [ Sulawesi ] des del punt oest de la badia de Laikang (5° 37′ S, 119° 30′ E / 5.617°S,119.500°E) fins a Tanjong Lassa (120°28'E). A l'est. El límit occidental del mar de Banda entre Flores i Celebes [una línia des del punt nord de Flores] (8° 04′ S, 122° 52′ E / 8.067°S,122.867°E) a l'illa de Kalaotoa (7° 24′ S, 121° 52′ E / 7.400°S,121.867°E) i a través de la cadena d'illes que hi ha entre aquesta i la punta sud de Salayer, a través d'aquesta illa i a través de l'estret fins a Tanjong Lassa, Cèlebes (5° 37′ S, 120° 28′ E / 5.617°S,120.467°E)]. Al sud. Les costes nord de Flores, Komodo, Banta i una línia fins a Tanjong Naroe el punt nord-est de Sumbawa, des d'allí al llarg de la seva costa nord fins a Tanjong Sarokaja (8° 22′ S, 117° 10′ E / 8.367°S,117.167°E). A l'oest. Una línia des de Tg Sarokaja fins a l'illa Western Paternoster (7° 26′ S, 117° 08′ E / 7.433°S,117.133°E) des d'allí fins a l'illa de Postiljon del nord-est (6° 33′ S, 118° 49′ E / 6.550°S,118.817°E) i fins al punt oest de la badia de Laikang, Celebes. | » |

## Fauna i flora marina
La mar de Flores és conegut per la seva rica biodiversitat i els seus impressionants paisatges submarins, aquest ecosistema marí ofereix una plètora de meravelles. Aquesta vasta massa d'aigua, és un intricat tapís d'esculls de coral, vibrants espècies de peixos i captivadors ecosistemes marins.

### Esculls de coral i hàbitats marins
La Mar de Flores compta amb una impressionant varietat d'esculls de coral, que actuen com a jardins submarins replets de vida. Aquests esculls proporcionen refugi, zones de reproducció i alimentació a una gran diversitat d'organismes marins. Des de corals durs de vius colors fins a delicats ventalls de mar que es bressolen amb els corrents, aquestes estructures submarines creen un entorn tant per als bussejadors com per a la vida marina.

### Espècies de peixos
En la mar de Flores, una àmplia varietat d'espècies de peixos ballen entre els corals. Acolorits peixos lloro, esmunyedissos cavallets marins i bancs de vibrants peixos d'escull contribueixen al caleidoscopi de colors que caracteritza aquestes aigües. La mar de Flores també alberga espècies de major grandària, com barracudes, neros i pagres.
Un dels atractius de la mar de Flores és la presència de gràcils mantes gegants. Aquestes majestuoses criatures, amb la seva imponent envergadura, es llisquen sense esforç per l'aigua. A més de mantess, la mar de Flores alberga altra carismàtica megafauna marina, com tortugues marines, dofins i fins i tot algun tauró balena.

## Formació geològica
La Mar de Flores deu la seva existència a les dinàmiques forces tectòniques que han donat forma a l'arxipèlag indonesi. La convergència de diverses plaques tectòniques ha donat lloc a la formació de profundes fosses, volcans submarins i una complexa xarxa d'illes i illots. Aquesta activitat geològica ha contribuït a la diversa topografia submarina i a les aigües riques en nutrients de la Mar de Flores.

## Països riberencs
- Indonèsia
- Timor Oriental

## Principals illes
La Mar de Flores deu la seva existència a les dinàmiques forces tectòniques que han modelat l'arxipèlag indonesi. La convergència de diverses plaques tectòniques ha donat lloc a la formació de profundes fosses, volcans submarins i una complexa xarxa d'illes i illots. Aquesta activitat geològica ha contribuït a la diversa topografia submarina i a les aigües riques en nutrients de la Mar de Flores.
Les principals illes de la Mar de Flores són:
- Illa de Flores
- Illa de Sulawesi